# Finale Stanleyjevega pokala 1927
Finale Stanleyjevega pokala 1927 je potekal od 4. do 13. aprila. Za pokal sta se potegovali moštvi Ottawa Hockey Club in Boston Bruins. Zaradi razpada lige WHL se je prvič v zgodovini pripetilo, da sta v finalu igrali dve NHL moštvi. To pravilo se je ohranilo in od 1927 do danes se ni za Stanleyjev pokal potegovalo nobeno moštvo izven lige NHL. Na koncu so slavili hokejisti Ottawe po vodstvom trenerja Dava Gilla, končni izid v zmagah je bil 2–0 v njihovo korist. Ottawa je s tem še četrtič po letu 1920 osvojila Stanleyjev pokal, a odtlej niso osvojili nobenega več.

## Poti do finala
Pred začetkom sezone 1926/27 je razpadla liga WHL, predhodno znana kot WCHL. To je pomenilo, da se bosta za Stanleyjev pokal pomerili dve moštvi iz lige NHL. Sistem tekmovanja je bil zatorej sledeč: 10 ekip je bilo razvrščenih v dve diviziji (Kanadsko in Ameriško) in 6 ekip - po 3 iz vsake divizije - je napredovalo v končnico. Najprej sta se srečali drugo- in tretjeuvrščena ekipa, zmagovalec se je za mesto v finalu Stanleyjevega pokala pomeril z najboljšo ekipo iz svoje divizije. To je avtomatično tudi pomenilo, da sta se za pokal na koncu potegovali po ena ekipa iz vsake divizije.
Ottawa je redni del sezone zaključila na prvem mestu Kanadske divizije, z naskokom 6 točk je prehitela Montreal Canadiense na 2. mestu. V polfinalu se je nato pomerila prav s Canadiensi, ki so predtem izločili moštvo Montreal Maroons. Canadiense je Ottawa odpravila s skupnim izidom 5–1 (izida tekem sta bila 4–0 in 1–1) in si priborila mesto v finalu.
Bruinsi na drugi strani niso bili tako prepričljivi. V svoji Ameriški diviziji so zasedli 2. mesto in so se morali za mesto v polfinalu spoprijeti z ekipo Chicago Black Hawks, to jim je uspelo z izidoma 6–1 in 4–4 za skupnih 10–5. Njihov polfinalni tekmec so bili New York Rangersi. Prvo polfinalno srečanje se je končalo brez zadetkov, drugo pa z zmago Bostona 3–1, kar je postal tudi končni izid te polfinalne serije.

## Serija
Finale so vodilni v ligi začrtali kot serijo na dve zmagi (torej največ 3 odigrane tekme), a se je zaradi dveh remijev zaključila šele s četrto tekmo. V tistem času je namreč veljalo, da se tekmo zaključi brez zmagovalca, če do končne odločitve ni prišlo po rednem delu in 20-minutnem podaljšku. V primeru remija se je tako serija nadaljevala z naslednjo tekmo in teoretično je bilo seveda možno, da se serija zavleče v nedogled. To se vendarle ni zgodilo, saj je Ottawa dobila 2. in 4. tekmo, obakrat z izidom 3–1. Ta finalna serija se je v zgodovino zapisala tudi kot zadnja, v kateri se je kaka tekma končala z remijem. Vse od tedaj so vse finalne tekme Stanleyjevega pokala imele zmagovalca, izvzeta je edino 4. tekma finalne serije 1988, ko je dokončanje tekme preprečil izpad elektrike.
Serijo je močno zaznamovalo nasilje na ledu - na zadnji tekmi je Hooley Smith izvedel nalet s hrbta na hokejista Bostona Harryja Oliverja. Ob koncu tekme se je še Billy Coutu s pestmi spoprijel s sodnikoma Jerryjem Laflammom in Billyjem Bellom, kar je sprožilo vsesplošni pretep. Coutuja so za obračunavanje s sodnikoma kasneje kaznovali z doživljenjsko prepovedjo igranja v ligi NHL, Smith pa je za nalet na Oliverja prejel enomesečni suspenz, ki ga je odsedel v naslednji sezoni.
13. aprila 1927 so v Ottawi v dvorani Ottawa Auditorium odigrali zadnjo finalno tekmo za Stanleyjev pokal, naslednja finalna tekma za Stanleyjev pokal je bila odigrana šele 2. junija 2007, tedaj že v novi dvorani Scotiabank Place med moštvoma Ottawa Senators in Anaheim Ducks. Obe tekmi je moštvo Ottawe zmagalo. Znano je tudi, da je nek navijač, Russell Williams, obiskal obe tekmi. Williams je bil v času druge tekme (2. junija 2007) star 99 let.
| Datum                                   | Datum     | Domače moštvo      | Izid     | Gostujoče moštvo   | Lokacija          |
| --------------------------------------- | --------- | ------------------ | -------- | ------------------ | ----------------- |
| 1                                       | 7. april  | Boston Bruins      | 0–0 (OT) | Ottawa Hockey Club | Boston Garden     |
| 2                                       | 9. april  | Boston Bruins      | 1–3      | Ottawa Hockey Club | Boston Garden     |
| 3                                       | 11. april | Ottawa Hockey Club | 1–1 (OT) | Ottawa Hockey Club | Ottawa Auditorium |
| 4                                       | 13. april | Ottawa Hockey Club | 3–1      | Boston Bruins      | Ottawa Auditorium |
| Ottawa je zmagala serijo z 2–0 v zmagah |           |                    |          |                    |                   |

## Ottawa Hockey Club, zmagovalci Stanleyjevega pokala, 1927

### Postava
Centri
- Frank Nighbor
- Jack Adams

  Krila
- Cy Denneny
- Frank Finnigan
- Hec Kilrea
- Reginald Hooley Smith

  Branilci
- George Boucher (kapetan)
- Frank King Clancy
- Edwin Gorman
- Milt Halliday
- Alex Smith

  Vratarji
- Alex Connell

  Neigralci
- Frank Ahearn (predsednik)
- major T. W. McDonald (podpredsednik)
- Dave Gill (direktor-trener/sekretar-zakladnik)
- Ed Gleeson (pomočnik), Don Hughes (pomočnik trenerja)